# Ronnie Spector
Ronnie Spector, geboren als Veronica Yvette Bennett (East Harlem, 10 augustus 1943 –  Danbury (Connecticut), 12 januari 2022), was een Amerikaanse zangeres. Ze was de leadzangeres van de groep The Ronettes, die in 1957 werd geformeerd met haar oudere zus Estelle Bennett (1941-2009) en hun nicht Nedra Talley (°1946). Bennett was de frontvrouw van de groep, terwijl platenproducent Phil Spector het grootste deel van hun productie produceerde. De twee trouwden in 1968 en gingen in 1972 uit elkaar.
Bennett was de belangrijkste vocalist in de reeks hits van The Ronettes in de vroege tot midden jaren 1960, waaronder Be My Baby (1963), Baby, I Love You (1963), The Best Part of Breakin' Up (1964) en Walking in the Rain (1964). In 1964 startte ze een solocarrière met de single So Young. Vanaf 1980 bracht ze vijf studioalbums Siren (1980), Unfinished Business (1987), Something's Gonna Happen (2003), Last of the Rock Stars (2006) en English Heart (2016) uit. Bennett nam ook de ep She Talks to Rainbows (1999) op. In 1986 beleefde ze een heropleving van haar carrière toen ze te horen was in het nummer Take Me Home Tonight van Eddie Money.
Bennett wordt ook wel de oorspronkelijke 'bad girl of rock and roll' genoemd. In 1990 publiceerde ze de memoires Be My Baby: How I Survived Mascara, Miniskirts, and Madness, Or, My Life as a Fabulous Ronette. In 2007 werd ze opgenomen in de Rock and Roll Hall of Fame als lid van The Ronettes.

## Biografie
Spector was de dochter van een Afro-Amerikaanse Cherokee-moeder en een Iers-Amerikaanse vader. Zij en haar zus Estelle Bennett (1941-2009), werden aangemoedigd om te zingen door hun grote familie, net als hun nicht Nedra Talley. De drie vrouwen formeerden in 1957 The Darling Sisters, later bekend als The Ronettes.

### 1963-1969: The Ronettes en het vroege succes
The Ronettes werden begin jaren 1960 een populaire live-attractie in de omgeving van New York. Op zoek naar een platencontract, werden ze aanvankelijk gecontracteerd door Colpix Records en geproduceerd door Stu Phillips. Nadat ze zonder succes een paar singles bij Colpix hadden uitgebracht, werden ze gecontracteerd door Phil Spector bij Philles Records. Hun relatie met Spector bracht succes in de hitparade met Be My Baby (1963), Baby, I Love You (1963), The Best Part of Breakin' Up (1964), Do I Love You? (1964) en Walking in the Rain (1964). De groep had in 1965 twee top 100-hits met Born to Be Together en Is This What I Get for Loving You?.
In 1965 werden The Ronettes verkozen tot de op twee na beste zanggroep in het Verenigd Koninkrijk, na The Beatles en The Rolling Stones. Ze ondersteunden en toerden met The Beatles tijdens hun tournee door de Verenigde Staten in 1966. Hun laatste single I Can Hear Music bij Philles Records werd uitgebracht in de herfst van 1966. In plaats van op te nemen aan de westkust, keerden The Ronettes terug naar New York met producent Jeff Barry.
The Ronettes gingen begin 1967 uit elkaar, na een Europese concerttournee, waaronder hun optreden in de Moonlight Lounge in Gelnhausen, Duitsland, waar ze Amerikaans militair personeel vermaakten.
Spectors opname You Came, You Saw, You Conquered uit 1960, vermeldt als The Ronettes featuring the Voice of Veronica, verscheen in 1969 bij A&M Records van Herb Alpert met Oh I Love You, een oude Ronettes B-kant, als A-kant. Haar zang werd gebruikt voor de lead- en achtergrondzang. Phil Spector bewaarde jarenlang veel van de niet-uitgebrachte nummers van de groep in de kluis.

### 1970-1982: solocarrière enSiren
In februari 1971, tijdens Phil Spectors ambtstermijn als hoofd van A&R bij Apple Records, nam Spector de single Try Some, Buy Some / Tandoori Chicken op in de Abbey Road Studios, uitgebracht als Apple 33 in het Verenigd Koninkrijk en Apple 1832 in de Verenigde Staten. De A-kant is geschreven door George Harrison en geproduceerd door zowel hem als Spector. Hoewel de single geen grote hit was, werd het achtergrondnummer twee jaar later gebruikt voor Harrisons eigen versie van het nummer op zijn album Living in the Material World. Try Some, Buy Some had nog een blijvende invloed toen John Lennon later datzelfde jaar Happy Xmas (War Is Over) opnam en Spector vroeg (opnieuw co-producerend) om de met mandoline beladen Wall of Sound te reproduceren die hij had gemaakt voor Spectors single. Lennon hield ook van de rockabilly B-kant en hij zong het op zijn verjaardagsfeestje in New York in oktober 1971 (waarvan een opname op bootlegs is verschenen). Spector nam tijdens die Londense sessies andere Harrison-nummers op - waaronder You en When Every Song Is Sung, maar haar versies werden nooit uitgebracht, hoewel er een volledig album was gepland.
In 1973 hervormde Spector The Ronettes (als Ronnie Spector and the Ronettes) met de twee nieuwe leden Chip Fields Hurd, de moeder van actrice Kim Fields, en Diane Linton. Ze brachten een paar singles uit bij Buddah Records, die echter niet in de hitlijsten kwamen. In 1974 scheidde ze van haar gewelddadige echtgenoot en in 1975 nam Spector op als solo-act. Ze bracht de single You'd Be Good For Me uit bij Tom Cat Records in 1975.
In 1976 zong Spector een duet met Southside Johnny op de opname You Mean So Much To Me, geschreven door Southside's oude vriend Bruce Springsteen en geproduceerd door Steven Van Zandt van de E Street Band. Dit was het laatste nummer op het debuutalbum I Don't Want to Go Home van Southside Johnny & the Asbury Jukes. Het jaar daarop trad ze ook op met de band, waaronder een coverversie van het nummer Say Goodbye to Hollywood van Billy Joel uit 1976.
In haar boek vertelde Spector verschillende mislukte pogingen om het mainstream-succes te heroveren in de jaren 1970 en begin jaren 1980, gedurende welke tijd ze algemeen werd gezien als een ouderwetse act. Ze nam haar eerste soloalbum op in 1980, geproduceerd door Genya Ravan, wat een opmaat was voor haar werk met Joey Ramone eind jaren 1990.

### 1983-2002:Take Me Home Tonight,Unfinished Business, en terug naar muziek
In 1986 genoot Spector van een heropleving van populaire radio-airplay als de zangeres op de Top 5-hit Take Me Home Tonight van Eddie Money, waarin ze Money's refreintekst 'just like Ronnie sang' beantwoordde met 'be my little baby'. De muziekvideo van het nummer was een van de beste video's van het jaar en was volop te zien op MTV. Tijdens deze periode nam ze ook het nummer Tonight You're Mine, Baby op (uit de film Just One of the Guys).
In 1988 begon Spector op te treden op de Ronnie Spector's Christmas Party, een seizoensgebonden hoofdbestanddeel van de B.B. King Blues Club & Grill in New York. In 1999 bracht ze de ep She Talks to Rainbows uit, met een paar covers van oudere nummers. Joey Ramone trad op als producent en verscheen met haar op het podium om de plaat te promoten.
In 1988 klaagden Spector en de andere leden van de Ronettes Phil Spector aan wegens niet-betaling van royalty's en voor onbetaalde inkomsten die hij verdiende met het in licentie geven van de muziek van The Ronettes. In 2001 kondigde een rechtbank in New York een vonnis aan in het voordeel van The Ronettes, waarbij Spector werd bevolen $ 2,6 miljoen aan achterstallige royalty's te betalen. Het vonnis werd in 2002 vernietigd door het Hof van Beroep en terugverwezen naar het Hooggerechtshof. De rechters vonden dat hun contract Spector onvoorwaardelijke rechten op de opnamen gaf. Hoewel de rechters oordeelden dat Ronnie recht heeft op haar deel van de royalty's die ze had verbeurd in haar echtscheidingsconvenant, herriepen ze de uitspraak van een lagere rechtbank dat de groep recht had op het standaard royaltytarief van 50 procent van de muziekindustrie. Het uiteindelijke resultaat was dat Spector op grond van de uitspraak meer dan 1,5 miljoen dollar aan The Ronettes betaalde.

### 2003-heden: Samenwerkingen enEnglish Heart
In 2003 verzorgde Spector de achtergrondzang voor het album Project 1950 van de punkband The Misfits op de nummers This Magic Moment en You Belong to Me.
In 2004 werd Spector erkend voor haar bijdrage aan de Amerikaanse populaire muziek toen ze werd opgenomen in de Vocal Group Hall of Fame.
Spector verzorgde gastvocalen op het nummer Ode to LA op het album Pretty in Black (2005) van The Raveonettes. Spectors album Last of the Rock Stars (2006) werd uitgebracht door Bad Girl Sounds en bevatte bijdragen van leden van The Raconteurs, Nick Zinner van de Yeah Yeah Yeahs, The Raveonettes, Patti Smith en Keith Richards. Spector produceerde zelf twee van de nummers.
Ondanks bezwaren van Phil Spector werden The Ronettes in 2007 opgenomen in de Rock & Roll Hall of Fame.
De kerst-ep Ronnie Spector's Best Christmas Ever werd in november 2010 uitgebracht bij Bad Girl Sounds en bevat vijf nieuwe kerstnummers.
In 2011, na de dood van Amy Winehouse, bracht Ronnie Spector haar versie van Winehouse's single Back to Black (2006) uit als eerbetoon en ten behoeve van de verslavingszorgcentra van Daytop Village. Ze heeft dit nummer ook uitgevoerd als onderdeel van haar live-act, ook tijdens haar Britse tournee in 2015.
In 2016 bracht ze via 429 Records haar eerste album English Heart uit met nieuw materiaal in tien jaar. Het album bevat haar versies van nummers van de Britse invasie door The Beatles, The Rolling Stones, The Yardbirds, The Bee Gees en anderen, geproduceerd door Scott Jacoby. English Heart piekte op nummer 6 in de Billboard Top Heatseekers-hitlijst.
Op 9 augustus 2017 bracht People Magazine de nieuwe single Love Power in première, geproduceerd door Narada Michael Walden door Ronnie Spector en The Ronettes, waarmee het de eerste Ronettes-single in decennia was. Het lied werd uitgebracht op 18 augustus 2017.
In 2018 was Spector te zien in de muziekdocumentaire Amy Winehouse: Back to Black (2018), gebaseerd op de in 2011 overleden zangeres Amy Winehouse en haar laatste studioalbum Back to Black uit 2006. Het album is geïnspireerd op meidengroepen uit de jaren 1960, waar Winehouse inspiratie uit haalde door naar te luisteren, zoals The Ronettes. Het bevat nieuwe interviews en archiefbeelden.
In september 2020 werd aangekondigd dat actrice Zendaya Spector zal vertolken in een biopic, gebaseerd op haar memoires Be My Baby: How I Survived Mascara, Miniskirts And Madness.

## Privéleven en overlijden
In 1968 trouwde Bennett met platenproducent Phil Spector en nam zijn achternaam professioneel aan. In 1969 adopteerden ze een zoon, Donté Phillip. Twee jaar later verraste Phil Spector haar met de geadopteerde tweeling Louis en Gary, voor Kerstmis.
Bennett beweerde dat haar man haar jarenlang aan psychologische kwellingen had onderworpen en haar carrière had gesaboteerd door haar te verbieden op te treden. Ze verklaarde dat hij het huis had omringd met prikkeldraad en waakhonden en haar schoenen in beslag had genomen om te voorkomen dat ze wegging. Bennett voegde eraan toe dat in de zeldzame gevallen dat hij haar alleen naar buiten liet, ze moest rijden met een levensgrote dummy van Spector. Ze begon te drinken en ging naar bijeenkomsten van de Anonieme Alcoholisten om het huis te ontvluchten. Bennett herinnerde zich ook dat Spector een gouden kist met een glazen blad in de kelder installeerde, met de belofte dat hij haar zou vermoorden en haar lijk zou tonen als ze hem ooit zou verlaten.
In haar memoires Be My Baby uit 1990 beschrijft Bennett dat ze in 1972 op blote voeten en zonder enige bezittingen hun landhuis ontvluchtte met de hulp van haar moeder. Ze wist dat als ze niet wegging, ze daar zou sterven. In hun echtscheidingsconvenant in 1974 verbeurde Ronnie alle toekomstige plateninkomsten nadat Phil had gedreigd haar te laten vermoorden door een huurmoordenaar. Ze ontving $ 25.000, een gebruikte auto en een maandelijkse alimentatie van $ 2.500 voor vijf jaar. In 1998 getuigde Bennett dat haar ex-man tijdens hun huwelijk regelmatig een pistool op haar had gericht en had gedreigd haar te vermoorden, tenzij ze de voogdij over hun kinderen zou opgeven.
In 1982 trouwde Bennett met haar tweede echtgenoot Jonathan Greenfield en nam zijn achternaam aan. Ze woonden in de buurt van Danbury (Connecticut) met hun twee zonen Austin Drew en Jason Charles.
Ronnie Spector overleed in januari 2022 op 78-jarige leeftijd aan kanker.

## Galerij

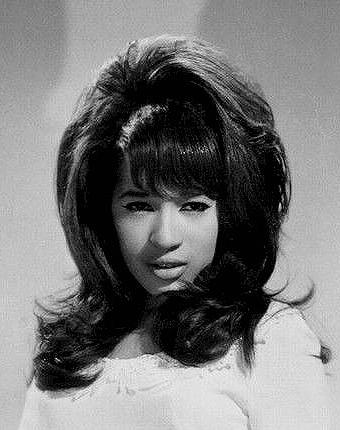
Ronnie Spector 1966.
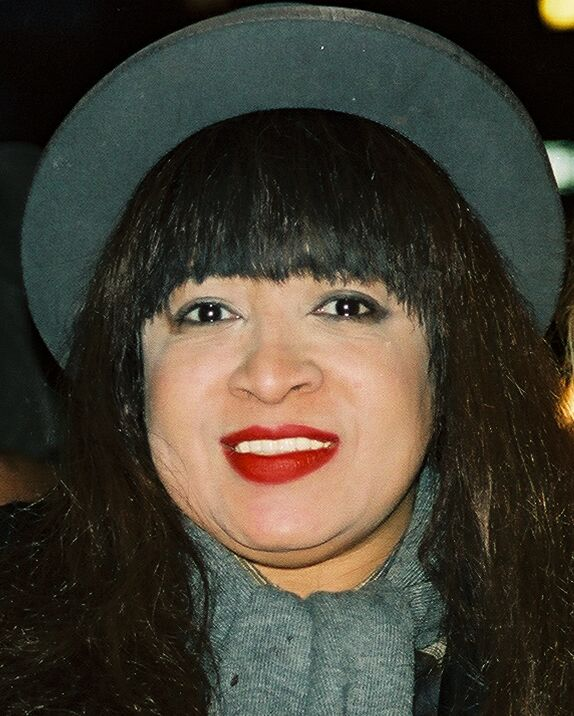
Ronnie Spector 2000.
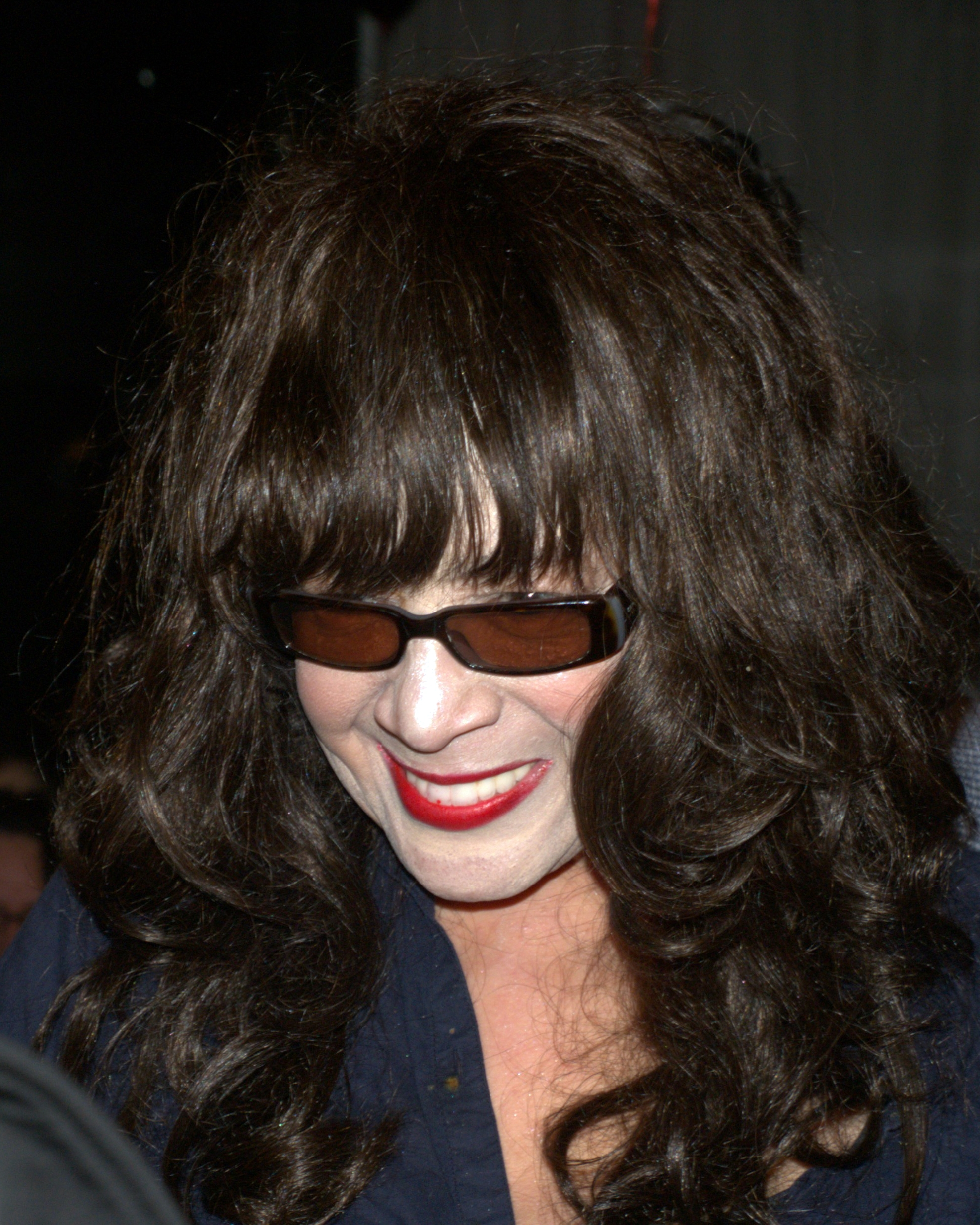
Ronnie Spector 2010.
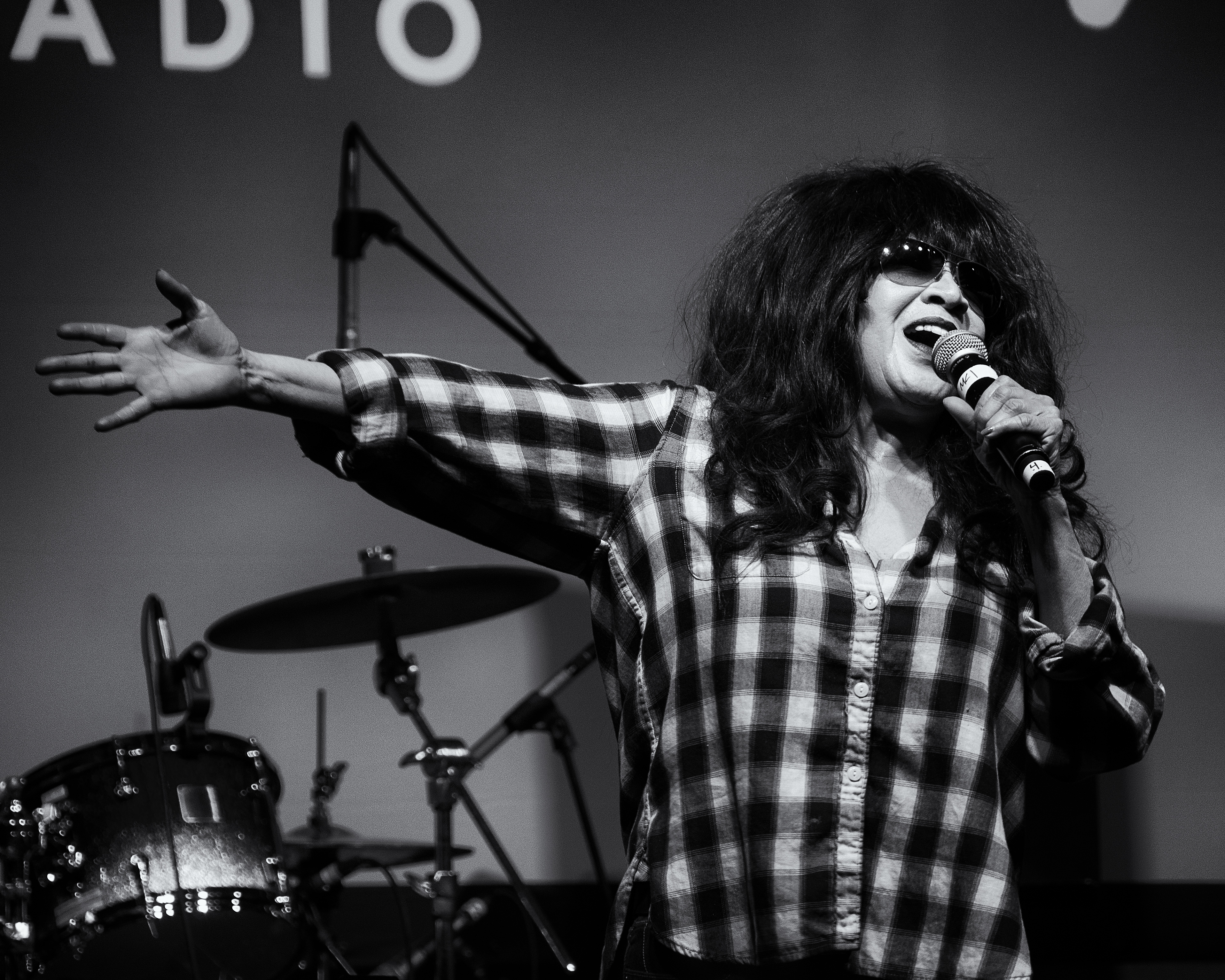
Ronnie Spector 2014.
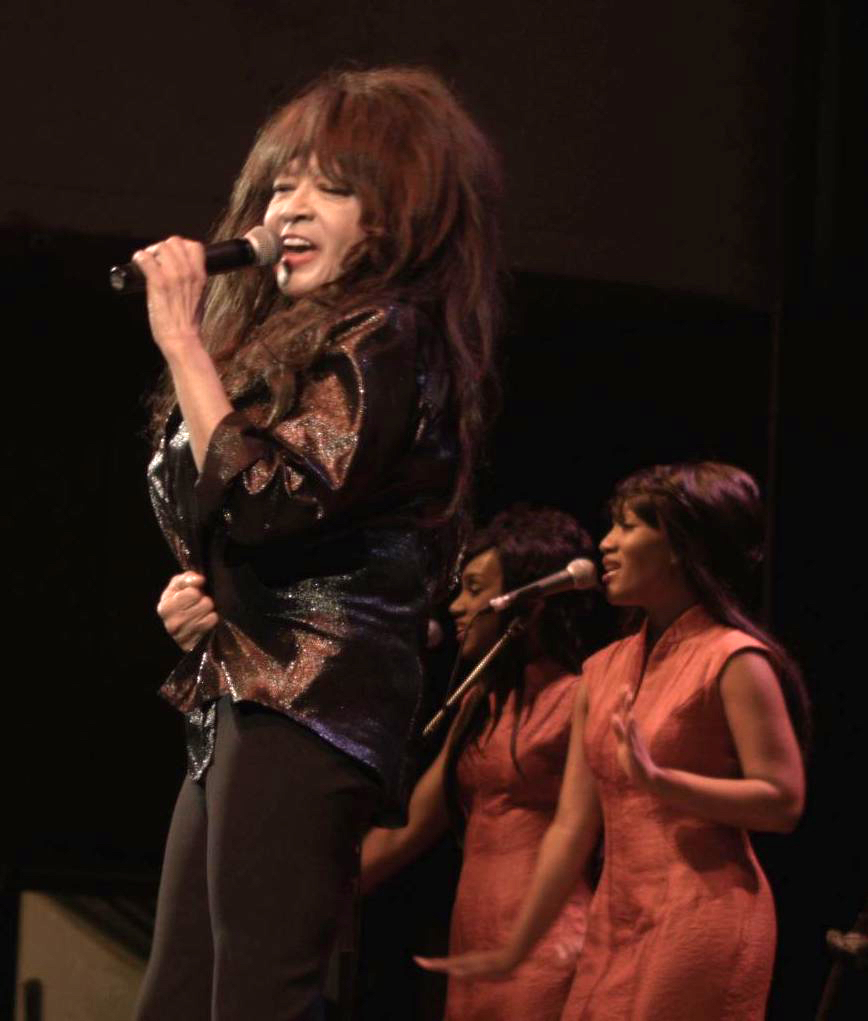
Ronnie Spector, London 2015.

## Discografie

### The Ronettes
- 1964: Presenting the Fabulous Ronettes Featuring Veronica
- 1981: The Ronettes Greatest Hits – Volume 1
- 1981: The Ronettes Greatest Hits – Volume 2
- 1992: The Best of The Ronettes

### Soloalbums
| Siren                                                               | - Uitgebracht: 1980 - Label: RCA, Polish Records   | – |
| Unfinished Business                                                 | - Uitgebracht: mei 1987 - Label: Columbia/CBS      | – |
| The Last of the Rock Stars                                          | - Uitgebracht: 8 mei 2006 - Label: Bad Girl Sounds | – |
| English Heart                                                       | - Uitgebracht: 8 april 2016 - Label: 429           | 6 |
| "—" geeft een publicatie aan die zich niet plaatste in de hitlijst. |                                                    |   |

### Ep's
- 1999: She Talks to Rainbows
- 2003: Something's Gonna Happen
- 2010: Best Christmas Ever

### Solo singles
- 1964: So Young (Phil Spector 1)
- 1964: Why Don't They Let Us Fall in Love (Phil Spector 1)
- 1971: Try Some, Buy Some (Apple 1832)
- 1975: You'd Be Good For Me (Tom Cat YB-10380)
- 1976: Paradise (Warner Spector SPS 0409)
- 1977: Say Goodbye To Hollywood (Epic 8-50374)
- 1978: It's a Heartache (Alston 3738)
- 1980: Darlin' (Polish PR-202)
- 1987: Who Can Sleep (Columbia 38-07082)
- 1987: Love On a Rooftop (Columbia 38-07300)

- Bibsys: 11028562
- Bibliothèque nationale de France: cb14027391s (data)
- Gemeinsame Normdatei: 118981889
- International Standard Name Identifier: 0000 0000 9011 6824
- Library of Congress Control Number: n90610477
- MusicBrainz: e0718a77-e7a0-4602-9592-a0d8d4764c32
- Nederlandse Thesaurus van Auteursnamen: 087859602
- Système universitaire de documentation: 159242460
- Virtual International Authority File: 72194464
- WorldCat: E39PCjKh9R7Mr68R4BppcW48qP